# L'Agonie du globe
L'Agonie du globe est un roman affilié au merveilleux scientifique de l'écrivain et français Jacques Spitz, paru en 1935 aux Éditions Gallimard. 

## Intrigue
En 1946, un cataclysme d'origine inconnue entraîne la scission de la Terre en deux morceaux distincts. L'Ancien Monde — regroupant l'Europe, l'Afrique et l'Asie d'un côté — et le Nouveau Monde — les deux Amériques de l'autre —, en s'éloignant progressivement, tentent de s'adapter à cette nouvelle configuration géographique alors même que la Lune risque de frapper l'une des deux parties.

## Historique
Pendant l'écriture de son roman, Jacques Spitz envisage plusieurs titres : Le fil à couper le monde, Le globe assassiné, Le globe agonisant, 20 ans d’agonie, Les Nuits fantastiques de la Terre, Dans le puits de l’espace ou encore La Lune qui tue. Il soumet finalement son récit à plusieurs éditeurs dès 1931 sous le titre La fantastique agonie du nouveau monde.

## Analyse de l'œuvre
Jacques Spitz rattache son récit à la fois à l'anticipation, à la fable philosophique et à la satire. 
Après la scission de la Terre, deux parties du monde se distinguent. En réalité, l'Ancien Monde, qui regroupe les continents européen, asiatique et africain, est essentiellement évoqué à partir de l'Europe — et plus particulièrement de la France — et le Nouveau Monde, qui regroupe les deux Amériques, à partir des États-Unis.
L'auteur affiche son refus du romanesque qui prend la forme dans ce récit non seulement par l'absence d'un héros — uniquement des figurants —, mais également par l'absence d'une intrigue apparente. En effet, la narration se veut à la fois historiographique et journalistique ; il recourt à un ensemble de genre pour composer son récit : lettre, article de presse, interview, reproduction de discours, compte-rendu journalistique et citation. En outre, Jacques Spitz ne le découpe par aucun chapitre ou par une quelconque division.

## Éditions
- Gallimard, coll. « Les Romans fantastiques », 1935 La première édition est illustrée d'images décrites comme de véritables photographies provenant du fonds photographique des éditions Gallimard[6].
- Éditions Septimus, coll. « Science-fiction » no 1,1977
- L'Arbre vengeur, 2021, dans le recueil Maîtres du vertige